# 中路有紀
中路有紀（1964年9月11日—），日本漫畫家。大阪府出身。

代表作是《貴公子傳說》、《帥哥GOGOGO》、《維納斯的單戀》、《ZIG★ZAG》。

## 作品
- 學生王子、全3冊、原名
- 貴公子傳說（日语：小山荘のきらわれ者）、全7冊、原名

- 舞步（貴公子傳說番外篇）、全1冊、原名《STEP》

- 帥哥BOY、全1冊、原名
- 奇腦粉莊大探險、全1冊、原名
- 彩色水晶球、全3冊、原名
- 閃亮男孩、全4冊、原名《RED》
- 《寶貝芳鄰》系列

- 寶貝芳鄰、全2冊、原名
- 寶貝芳鄰：續篇、全4冊、原名

- 戀愛跑者、全1冊、原名
- 不敢說愛你、全1冊、原名
- 帥哥GOGOGO、全6冊、原名

- 妳是我的天使（帥哥GOGOGO番外篇）、全1冊、原名

- BRAN-NEW 新好男孩、全3冊、原名《BRAN-NEW》
- 維納斯的單戀、全12冊、原名
- ZIG★ZAG（日语：ZIG☆ZAG）、全9冊、原名《ZIG☆ZAG》
- HEAVEN COMPANY、全1冊
- 純愛迷宮、全7冊、原名《純愛ラビリンス》
- 今天開始是哥哥、全2冊、 原名《今日から兄貴です》
- 鹿乃子*和菓子、目前2冊、 原名《京かのこ》
- 貴公子傳說~Returns~（日语：小山荘のきらわれ者）、全2冊、 原名《小山荘のきらわれ者〜リターンズ〜》